# Julio Ortega Frier
Julio César Ortega Frier  (Santo Domingo, 30 de junio de 1888 – 12 de mayo de 1953). Fue un jurista, político, catedrático y rector universitario. Fue uno de los más destacados intelectuales dominicanos de su época y uno de los reformadores de la escuela dominicana de principios del siglo XX.

## Biografía
Julio Ortega Frier nació en Santo Domingo el 30 de junio de 1888 y fue el tercer hijo de los siete habidos en el matrimonio de Juan Isidro Ortega (1862-1910) y María Crescencia Frier (1866-1947), hija del militar y músico francés Pierre Andre Frier.  
Realizó sus primeros estudios en la escuela de la señorita Amalia Bobadilla y posteriormente estuvo también en los colegios San Luís Gonzaga y Central. Luego ingresó en la Escuela Normal de Santo Domingo fundada por Eugenio María de Hostos. Realizó estudios secundarios en la Escuela de Bachilleres de Santo Domingo y finalizó los mismos en la "Twenty-first Street High School" de la ciudad de Nueva York.  
En el verano de 1905 se trasladó a Ohio State University en Columbus, Ohio, donde realizó estudios generales y poco antes de ingresar en la facultad de medicina de la Universidad de Ohio regresó a Santo Domingo, llamado por su padre. En ese mismo año vino la muerte de su padre, razón por la cual se quedó a vivir a la República Dominicana.

## Carrera como político y Educador
En 1917, durante la intervención norteamericana, fue designado secretario de la Comisión de Educación, la cual se encargó de crear de leyes de instrucción pública del país. En ese mismo año fue designado Superintendente y director general de Enseñanza de la República Dominicana. 
En 1919 inició sus estudios en la Universidad de Santo Domingo, graduándose como Licenciado en Derecho en 1922.
Su práctica profesional privada la inició en el Bufete Peynado y Peynado y más adelante, en 1924, fundo el Bufete Ortega Frier, el cual permaneció funcionando hasta 1965.
Entre 1936 y 1938 fue Secretario de Estado de Justicia y Secretario de Estado de Relaciones Exteriores, y posteriormente, en 1947, fue enviado a Washington como Embajador de la República Dominicana en los Estados Unidos de América. En 1942 y 1946 fue presidente de la Asamblea Revisora de la Constitución de Estado. También fue miembro de la Comisión de la Defensa del Azúcar, de los consejos de directores del Banco de Reservas y de la Cervecería Nacional Dominicana y de la Comisión Permanente del Faro a Colón, de la cual fue presidente.
Fue catedrático y decano de la Facultad de Derecho de la Universidad de Santo Domingo, y posteriormente rector de la misma universidad en dos ocasiones, primero de 1938 a 1940 y luego de 1943 a 1947, cuando ideó y ejecutó la creación de la Ciudad Universitaria. Además, se le atribuye a él la considerable renovación en términos académicos que experimentó la universidad durante este período.
Julio Ortega Frier realizó numerosos aportes al estudio de la historia de la República Dominicana, incluyendo el único fondo de manuscritos existe en la actualidad en la Biblioteca Nacional, el cual fue de su archivo personal. Este último fue traspasado por su familia junto a su biblioteca personal, la cual era considerada una de las más completas del Caribe. El expresidente Joaquin Balaguer, consideró su biblioteca "la mejor y más selecta del país". 
Ortega Frier se casó con Carmen Peña Henríquez.
Julio Ortega Frier falleció el 12 de mayo de 1953, a los 64 años de edad.